# Harry Libanotis
Harry Libanotis (29 settembre 1977) è un ex calciatore seychellese, di ruolo difensore.